# Piedras Blancas (ort i Argentina)
Piedras Blancas är en ort i Argentina.   Den ligger i provinsen Entre Ríos, i den centrala delen av landet, 400 km norr om huvudstaden Buenos Aires. Piedras Blancas ligger 46 meter över havet och antalet invånare är 1 714.
Terrängen runt Piedras Blancas är platt. Runt Piedras Blancas är det ganska tätbefolkat, med 60 invånare per kvadratkilometer.. Närmaste större samhälle är Villa Hernandarias, 5,5 km söder om Piedras Blancas.
Trakten runt Piedras Blancas består till största delen av jordbruksmark.